# Pyramid Point (Südgeorgien)
Der Pyramid Point (englisch für Pyramidenspitze) ist eine Landspitze an der Nordküste und nahe dem westlichen Ende von Südgeorgien. Sie liegt südlich des Cape Pride am Ostufer der Elsehul.
Der Name der Landspitze ist erstmals auf einer Landkarte der britischen Admiralität aus dem Jahr 1929 verzeichnet. Der weitere Benennungshintergrund ist nicht überliefert.